# Snårestads distrikt
Snårestads distrikt är ett distrikt i Ystads kommun och Skåne län. 
Distriktet ligger vid kusten väster om Ystad. 

## Tidigare administrativ tillhörighet
Distriktet inrättades 2016 och utgörs av socknen Snårestad i Ystads kommun.
Området motsvarar den omfattning Snårestads församling hade 1999/2000.